# Ophiothrix rathbuni
Ophiothrix rathbuni is een slangster uit de familie Ophiotrichidae.
De wetenschappelijke naam van de soort werd in 1882 gepubliceerd door Hubert Ludwig.